# Liste der Staatsoberhäupter von Gabun
Die Liste der Staatsoberhäupter von Gabun führt die Präsidenten des Staates Gabun seit der Unabhängigkeit des Landes 1960 auf, inklusive der von Putschisten kurzzeitig als Staatschefs eingesetzten Personen.
| Amtszeit                                 | Foto                        | Name                                                  | Parteizugehörigkeit                                                                      | Bemerkungen                                                                           |
| ---------------------------------------- | --------------------------- | ----------------------------------------------------- | ---------------------------------------------------------------------------------------- | ------------------------------------------------------------------------------------- |
| 17. August 1960 bis 17. Februar 1964     |                             | Léon M’ba, Präsident                                  | Bloc Démocratique Gabonais                                                               | 1. Amtszeit; abgesetzt durch einen Staatsstreich                                      |
| 17. Februar 1964 bis 18. Februar 1964    | Revolutionskomitee:         | Revolutionskomitee:                                   | Revolutionskomitee:                                                                      | Revolutionskomitee:                                                                   |
| 17. Februar 1964 bis 18. Februar 1964    |                             | Daniel Mbene                                          | Militär                                                                                  |                                                                                       |
| 17. Februar 1964 bis 18. Februar 1964    | Valère Essone               |                                                       | Militär                                                                                  |                                                                                       |
| 17. Februar 1964 bis 18. Februar 1964    | Jacques Mombo               |                                                       | Militär                                                                                  |                                                                                       |
| 17. Februar 1964 bis 18. Februar 1964    | Daniel Mbo Edou             |                                                       | Militär                                                                                  |                                                                                       |
| 18. Februar 1964 bis 19. Februar 1964    |                             | Jean-Hilaire Aubame, Provisorischer Premierminister   | Militär/Union Democratique et Sociale Gabonaise                                          | von Putschisten eingesetzt                                                            |
| 19. Februar 1964 bis 27. November 1967   |                             | Léon M’ba, Präsident                                  | Bloc Démocratique Gabonais                                                               | 2. Amtszeit; starb im Amt                                                             |
| 2. Dezember 1967 bis 1968                |                             | Albert-Bernard Bongo, Präsident                       | Bloc Démocratique Gabonais                                                               |                                                                                       |
| 1968 bis 29. September 1973              | Parti Démocratique Gabonais | Albert-Bernard Bongo, Präsident                       |                                                                                          |                                                                                       |
| 29. September 1973 bis 15. November 2003 | Parti Démocratique Gabonais | Omar Bongo, Präsident                                 | Albert-Bernard Bongo hatte seinen Namen in Omar Bongo nach Konversion zum Islam geändert |                                                                                       |
| 15. November 2003 bis 8. Juni 2009       | Parti Démocratique Gabonais | El Hadj Omar Bongo Ondimba, Präsident                 | starb im Amt                                                                             |                                                                                       |
| 6. Mai 2009 bis 10. Juni 2009            |                             | Didjob Divungi Di Ndinge, Stellvertretender Präsident | Parti Démocratique Gabonais                                                              | Vizepräsident, übernahm die Amtsführung während Bongo im Hospital war                 |
| 10. Juni 2009 bis 16. Oktober 2009       |                             | Rose Francine Rogombé, Interimspräsidentin            | Parti Démocratique Gabonais                                                              | folgte verfassungsgemäß Bongo im Amt                                                  |
| 16. Oktober 2009 bis 29. August 2023     |                             | Ali Bongo Ondimba, Präsident                          | Parti Démocratique Gabonais                                                              | Sohn von Omar Bongo                                                                   |
| 30. August 2023                          |                             | vakant                                                |                                                                                          | Militärputsch                                                                         |
| 31. August 2023 bis amtierend            |                             | Brice Clotaire Oligui Nguema, Übergangspräsident      | Militär                                                                                  | Vom Ausschuss für den Übergang und die Wiederherstellung der Institutionen eingesetzt |